# Bahnstrecke Castres–Bédarieux
| Bahnhof Olargues |                      |                                                              |                                                              |
| Streckennummer (SNCF): | 737 000              |                                                              |                                                              |
| Kursbuchstrecke (SNCF): | 156, 251             |                                                              |                                                              |
| Streckenlänge: | 91,7 km              |                                                              |                                                              |
| Spurweite: | 1435 mm (Normalspur) |                                                              |                                                              |
| Maximale Neigung: | 15 ‰                 |                                                              |                                                              |
| |                      |                                                              |                                                              |
| \| \| \| Bahnstrecke Castelnaudary–Rodez von Albi-Ville \| \| \| \| \| \| \| \| \| \| Bahnstrecke Montauban-Ville-Bourbon–La Crémade von Montauban \| \| \| \| \| \| \| \| \| \| Bahnstrecke Castelnaudary–Rodez v. Castelnaudary \| \| \| \| 358,8 \| La Crémade \| 165 m \| \| \| 361,3 \| Agout (82 m) \| Agout (82 m) \| \| \| 366,6 \| Streckenende, bis hier Bahntrassenradweg \| Streckenende, bis hier Bahntrassenradweg \| \| \| 366,1 \| Castres \| 171 m \| \| \| \| \| \| \| \| 367,1 \| Agout (51 m) \| Agout (51 m) \| \| \| 368,6 \| Thoré (42 m) \| Thoré (42 m) \| \| \| 370,7 \| Lostange \| 176 m \| \| \| 374,0 \| Labruguière \| 188 m \| \| \| \| Container-Umschlag La Roubinarié \| \| \| \| 379,6 \| Aiguefonde La Roubinarié \| Aiguefonde La Roubinarié \| \| \| 382,4 \| Saint-Alby \| 218 m \| \| \| 385,2 \| Mazamet \| 241 m \| \| \| 385,5 \| Streckenende, ab hier Bahntrassenradweg \| Streckenende, ab hier Bahntrassenradweg \| \| \| 385,6 \| Arnette (32 m) \| Arnette (32 m) \| \| \| 387,3 \| Thoré (54 m) \| Thoré (54 m) \| \| \| 388,6 \| Les Alberts \| (237 m) \| \| \| 392,6 \| Thoré (51 m) \| Thoré (51 m) \| \| \| 394,6 \| Saint-Amans-Soult \| 270 m \| \| \| 399,8 \| Albine-Sauveterre \| Albine-Sauveterre \| \| \| 400,5 \| Thoré (Viaduc de Sauveterre, 44 m) \| Thoré (Viaduc de Sauveterre, 44 m) \| \| \| 403,3 \| Lacabarède \| 339 m \| \| \| ~405,7 \| Thoré (3×: 88 + 77 + 86 m) \| Thoré (3×: 88 + 77 + 86 m) \| \| \| 406,9 \| Tunnel de Bouscau (140 m) \| Tunnel de Bouscau (140 m) \| \| \| 407,6 \| Labastide-Rouairoux \| 393 m \| \| \| 406,9 \| Tunnel de la Fenille (766 m) \| Tunnel de la Fenille (766 m) \| \| \| 405,1 \| Salesse \| Salesse \| \| \| 406,8 \| Marthomis (Viaduc du Colombier, 86 m) \| Marthomis (Viaduc du Colombier, 86 m) \| \| \| 414,8 \| Courniou \| 380 m \| \| \| 418,9 \| Tunnel d’Artenac n° 1 (47 m) \| Tunnel d’Artenac n° 1 (47 m) \| \| \| 419,1 \| Tunnel d’Artenac n° 2 (140 m) \| Tunnel d’Artenac n° 2 (140 m) \| \| \| 420,8 \| Saint-Pons \| 301 m \| \| \| 423,6 \| Tunnel de Riols (165 m) \| Tunnel de Riols (165 m) \| \| \| 424,2 \| Riols \| 273 m \| \| \| 427,4 \| Prémian \| 256 m \| \| \| 430,6 \| Saint-Étienne-d’Albagnan \| 231 m \| \| \| 431,6 \| Tunnel de Gaillergues (144 m) \| Tunnel de Gaillergues (144 m) \| \| \| 432,4 \| Tunnel de Pradels (79 m) \| Tunnel de Pradels (79 m) \| \| \| 432,7 \| Jaur (Viaduc de Pradels, 97 m) \| Jaur (Viaduc de Pradels, 97 m) \| \| \| 433,6 \| Jaur (Pont métallique de Julio, 90 m) \| Jaur (Pont métallique de Julio, 90 m) \| \| \| 434,5 \| Mauroul (90 m) \| Mauroul (90 m) \| \| \| 434,7 \| Jaur (110m) \| Jaur (110m) \| \| \| 436,5 \| Olargues \| Olargues \| \| \| 436,9 \| Jaur (Viaduc métallique d’Olargues, 131 m) \| Jaur (Viaduc métallique d’Olargues, 131 m) \| \| \| 440,5 \| Mons-la-Trivalle \| 183 m \| \| \| 441,8 \| Tunnel de Lacoste (117 m) \| Tunnel de Lacoste (117 m) \| \| \| 442,1 \| Fréjo (86 m) \| Fréjo (86 m) \| \| \| 442,6 \| Tunnel de Saint-Martin (253 m) \| Tunnel de Saint-Martin (253 m) \| \| \| 443,3 \| Ravin (43 m) \| Ravin (43 m) \| \| \| 443,9 \| Albine (46 m) \| Albine (46 m) \| \| \| 444,8 \| Colombières-sur-Orb \| 172 m \| \| \| 446,5 \| Tunnel de Sainte-Colombe (217 m) \| Tunnel de Sainte-Colombe (217 m) \| \| \| 449,5 \| Galerie du Poujol (40 m) \| Galerie du Poujol (40 m) \| \| \| 449,8 \| Le Poujol \| 185 m \| \| \| 451,4 \| Lamalou-les-Bains \| 186 m \| \| \| 451,7 \| Bioulet (Pont Carelruisseau, 67 m) \| Bioulet (Pont Carelruisseau, 67 m) \| \| \| 454,2 \| Hérépian \| 191 m \| \| \| 455,1 \| Pont sur la Mare (79 m) \| Pont sur la Mare (79 m) \| \| \| \| Bahnstrecke Béziers–Neussargues von Béziers \| \| \| \| 457,8 474,5 \| Bédarieux \| 196 m \| \| \| \| Bahnstrecke Béziers–Neussargues n. Neussargues \| \| \| \| \| \| \| \| Beginn der Kilometrierung: Bordeaux-St-Jean über Montauban \| \| \| \| |                      |                                                              |                                                              |
| |                      | Bahnstrecke Castelnaudary–Rodez von Albi-Ville               |                                                              |
| |                      |                                                              |                                                              |
| Strecke von rechts · Strecke (außer Betrieb) |                      | Bahnstrecke Montauban-Ville-Bourbon–La Crémade von Montauban | Bahnstrecke Montauban-Ville-Bourbon–La Crémade von Montauban |
| |                      |                                                              |                                                              |
| Abzweig geradeaus und ehemals von rechts · Strecke (außer Betrieb) |                      | Bahnstrecke Castelnaudary–Rodez v. Castelnaudary             | Bahnstrecke Castelnaudary–Rodez v. Castelnaudary             |
| ehemaliger Haltepunkt / Haltestelle · Strecke (außer Betrieb) | 358,8                | La Crémade                                                   | 165 m                                                        |
| Brücke über Wasserlauf · Strecke (außer Betrieb) | 361,3                | Agout (82 m)                                                 | Agout (82 m)                                                 |
| Strecke | 366,6                | Streckenende, bis hier Bahntrassenradweg                     | Streckenende, bis hier Bahntrassenradweg                     |
| Spitzkehrbahnhof links · Bahnhof rechts | 366,1                | Castres                                                      | 171 m                                                        |
| Verschwenkung nach links |                      |                                                              |                                                              |
| Brücke über Wasserlauf | 367,1                | Agout (51 m)                                                 | Agout (51 m)                                                 |
| Brücke über Wasserlauf | 368,6                | Thoré (42 m)                                                 | Thoré (42 m)                                                 |
| ehemaliger Haltepunkt / Haltestelle | 370,7                | Lostange                                                     | 176 m                                                        |
| Bahnhof | 374,0                | Labruguière                                                  | 188 m                                                        |
| Dienststation / Betriebs- oder Güterbahnhof |                      | Container-Umschlag La Roubinarié                             | Container-Umschlag La Roubinarié                             |
| ehemaliger Haltepunkt / Haltestelle | 379,6                | Aiguefonde La Roubinarié                                     | Aiguefonde La Roubinarié                                     |
| ehemaliger Haltepunkt / Haltestelle | 382,4                | Saint-Alby                                                   | 218 m                                                        |
| Bahnhof | 385,2                | Mazamet                                                      | 241 m                                                        |
| | 385,5                | Streckenende, ab hier Bahntrassenradweg                      | Streckenende, ab hier Bahntrassenradweg                      |
| Brücke über Wasserlauf (Strecke außer Betrieb) | 385,6                | Arnette (32 m)                                               | Arnette (32 m)                                               |
| Brücke über Wasserlauf (Strecke außer Betrieb) | 387,3                | Thoré (54 m)                                                 | Thoré (54 m)                                                 |
| Haltepunkt / Haltestelle (Strecke außer Betrieb) | 388,6                | Les Alberts                                                  | (237 m)                                                      |
| Brücke über Wasserlauf (Strecke außer Betrieb) | 392,6                | Thoré (51 m)                                                 | Thoré (51 m)                                                 |
| Bahnhof (Strecke außer Betrieb) | 394,6                | Saint-Amans-Soult                                            | 270 m                                                        |
| Haltepunkt / Haltestelle (Strecke außer Betrieb) | 399,8                | Albine-Sauveterre                                            | Albine-Sauveterre                                            |
| Brücke über Wasserlauf (Strecke außer Betrieb) | 400,5                | Thoré (Viaduc de Sauveterre, 44 m)                           | Thoré (Viaduc de Sauveterre, 44 m)                           |
| Bahnhof (Strecke außer Betrieb) | 403,3                | Lacabarède                                                   | 339 m                                                        |
| Brücke über Wasserlauf (Strecke außer Betrieb) | ~405,7               | Thoré (3×: 88 + 77 + 86 m)                                   | Thoré (3×: 88 + 77 + 86 m)                                   |
| Tunnel (Strecke außer Betrieb) | 406,9                | Tunnel de Bouscau (140 m)                                    | Tunnel de Bouscau (140 m)                                    |
| Bahnhof (Strecke außer Betrieb) | 407,6                | Labastide-Rouairoux                                          | 393 m                                                        |
| Tunnel (Strecke außer Betrieb) | 406,9                | Tunnel de la Fenille (766 m)                                 | Tunnel de la Fenille (766 m)                                 |
| Brücke über Wasserlauf (Strecke außer Betrieb) | 405,1                | Salesse                                                      | Salesse                                                      |
| Brücke über Wasserlauf (Strecke außer Betrieb) | 406,8                | Marthomis (Viaduc du Colombier, 86 m)                        | Marthomis (Viaduc du Colombier, 86 m)                        |
| Bahnhof (Strecke außer Betrieb) | 414,8                | Courniou                                                     | 380 m                                                        |
| Tunnel (Strecke außer Betrieb) | 418,9                | Tunnel d’Artenac n° 1 (47 m)                                 | Tunnel d’Artenac n° 1 (47 m)                                 |
| Tunnel (Strecke außer Betrieb) | 419,1                | Tunnel d’Artenac n° 2 (140 m)                                | Tunnel d’Artenac n° 2 (140 m)                                |
| Bahnhof (Strecke außer Betrieb) | 420,8                | Saint-Pons                                                   | 301 m                                                        |
| Tunnel (Strecke außer Betrieb) | 423,6                | Tunnel de Riols (165 m)                                      | Tunnel de Riols (165 m)                                      |
| Bahnhof (Strecke außer Betrieb) | 424,2                | Riols                                                        | 273 m                                                        |
| Haltepunkt / Haltestelle (Strecke außer Betrieb) | 427,4                | Prémian                                                      | 256 m                                                        |
| Bahnhof (Strecke außer Betrieb) | 430,6                | Saint-Étienne-d’Albagnan                                     | 231 m                                                        |
| Tunnel (Strecke außer Betrieb) | 431,6                | Tunnel de Gaillergues (144 m)                                | Tunnel de Gaillergues (144 m)                                |
| Tunnel (Strecke außer Betrieb) | 432,4                | Tunnel de Pradels (79 m)                                     | Tunnel de Pradels (79 m)                                     |
| Brücke über Wasserlauf (Strecke außer Betrieb) | 432,7                | Jaur (Viaduc de Pradels, 97 m)                               | Jaur (Viaduc de Pradels, 97 m)                               |
| Brücke über Wasserlauf (Strecke außer Betrieb) | 433,6                | Jaur (Pont métallique de Julio, 90 m)                        | Jaur (Pont métallique de Julio, 90 m)                        |
| Brücke über Wasserlauf (Strecke außer Betrieb) | 434,5                | Mauroul (90 m)                                               | Mauroul (90 m)                                               |
| Brücke über Wasserlauf (Strecke außer Betrieb) | 434,7                | Jaur (110m)                                                  | Jaur (110m)                                                  |
| Bahnhof (Strecke außer Betrieb) | 436,5                | Olargues                                                     | Olargues                                                     |
| Brücke über Wasserlauf (Strecke außer Betrieb) | 436,9                | Jaur (Viaduc métallique d’Olargues, 131 m)                   | Jaur (Viaduc métallique d’Olargues, 131 m)                   |
| Bahnhof (Strecke außer Betrieb) | 440,5                | Mons-la-Trivalle                                             | 183 m                                                        |
| Tunnel (Strecke außer Betrieb) | 441,8                | Tunnel de Lacoste (117 m)                                    | Tunnel de Lacoste (117 m)                                    |
| Brücke über Wasserlauf (Strecke außer Betrieb) | 442,1                | Fréjo (86 m)                                                 | Fréjo (86 m)                                                 |
| Tunnel (Strecke außer Betrieb) | 442,6                | Tunnel de Saint-Martin (253 m)                               | Tunnel de Saint-Martin (253 m)                               |
| Brücke (Strecke außer Betrieb) | 443,3                | Ravin (43 m)                                                 | Ravin (43 m)                                                 |
| Brücke über Wasserlauf (Strecke außer Betrieb) | 443,9                | Albine (46 m)                                                | Albine (46 m)                                                |
| Haltepunkt / Haltestelle (Strecke außer Betrieb) | 444,8                | Colombières-sur-Orb                                          | 172 m                                                        |
| Tunnel (Strecke außer Betrieb) | 446,5                | Tunnel de Sainte-Colombe (217 m)                             | Tunnel de Sainte-Colombe (217 m)                             |
| Tunnel (Strecke außer Betrieb) | 449,5                | Galerie du Poujol (40 m)                                     | Galerie du Poujol (40 m)                                     |
| Bahnhof (Strecke außer Betrieb) | 449,8                | Le Poujol                                                    | 185 m                                                        |
| Bahnhof (Strecke außer Betrieb) | 451,4                | Lamalou-les-Bains                                            | 186 m                                                        |
| Brücke über Wasserlauf (Strecke außer Betrieb) | 451,7                | Bioulet (Pont Carelruisseau, 67 m)                           | Bioulet (Pont Carelruisseau, 67 m)                           |
| Bahnhof (Strecke außer Betrieb) | 454,2                | Hérépian                                                     | 191 m                                                        |
| Brücke über Wasserlauf (Strecke außer Betrieb) | 455,1                | Pont sur la Mare (79 m)                                      | Pont sur la Mare (79 m)                                      |
| Abzweig ehemals geradeaus und von rechts |                      | Bahnstrecke Béziers–Neussargues von Béziers                  | Bahnstrecke Béziers–Neussargues von Béziers                  |
| Bahnhof | 457,8 474,5          | Bédarieux                                                    | 196 m                                                        |
| |                      | Bahnstrecke Béziers–Neussargues n. Neussargues               |                                                              |
| |                      |                                                              |                                                              |
| Beginn der Kilometrierung: Bordeaux-St-Jean über Montauban |                      |                                                              |                                                              |

Die Bahnstrecke Castres–Bédarieux ist eine 91,7 km lange, normalspurige, eingleisige, West–Ost-ausgerichtete Eisenbahnstrecke in Okzitanien, Frankreich. Sie wurde 1889 fertiggestellt und 1972 für den Reiseverkehr bzw. 1987 für den Güterverkehr teilweise stillgelegt. 72 km davon sind heute als Passa Païs – Voie verte als Fahrradwanderweg ausgebaut. Nur der Abschnitt Castres–Mazamet wird von SNCF Réseau noch als Bahnstrecke betrieben.

## Geschichte
Konzessionärin dieser Strecke war die Compagnie des chemins de fer du Midi (CF du Midi), die auch schon die Anschlussstrecken an Streckenanfang und -ende betrieb. Es handelte sich somit um einen Lückenschluss, als das Ministerium für öffentliche Arbeiten der Gesellschaft am 1. Mai 1863 die Vereinbarung unterzeichnete. Knapp ein Jahr später, am 9. März 1864 wurde sie auch für Personenverkehr bestimmt. Auflage für den Bau war eine spätere Erweiterung auf Zweigleisigkeit, die jedoch nie realisiert wurde. Besonderes Interesse für den Bau ging auch von der Stadt Mazamet aus, die durch verschiedene Industrien zu Wohlstand gelangt war und Anschluss an dieses moderne Verkehrsmittel bekommen wollte. Heute ist Mazamet Endpunkt der Transport-Express-Régional-Züge aus Toulouse.
| Datum        | Abschnitt                      |
| ------------ | ------------------------------ |
| 23. 04. 1866 | Castres – Mazamet              |
| 29. 10. 1883 | Mazamet – Saint-Amans-Soult    |
| 12. 07. 1888 | Saint-Amans-Soult – Saint-Pons |
| 10. 11. 1889 | Saint-Pons – Bédarieux         |

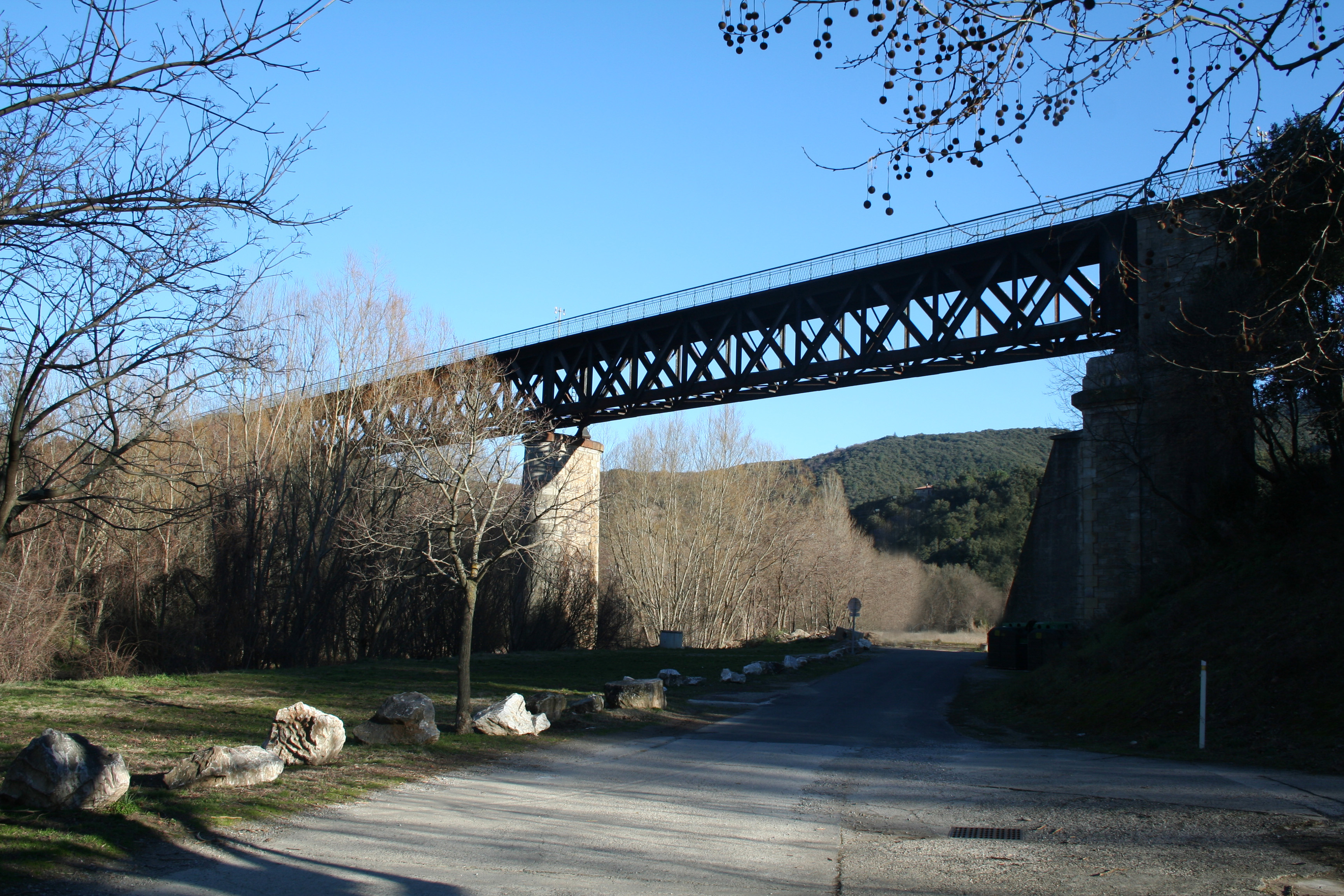
Eiffel-Konstruktion des Viaduc métallique d’Olargues.

Dennoch war das Interesse für die Vollendung seitens der Bahngesellschaft über Mazamet hinaus nicht besonders groß, weil dafür etliche Ingenieurbauwerke zu errichten waren. Da aber die beiden Départements Tarn und Hérault großes Interesse an einer Fertigstellung hatten, wurde ab 26. Februar 1879 von ihnen die Streckenplanung einschließlich der Kunstbauwerke und Bahnübergänge unter Leitung von Chefingenieur 1. Klasse Frédéric Ritter (1819–1893) gestellt.
Der Bau und die Eröffnung der Strecke erfolgten in vier Abschnitten (s. Tabelle). Deutlich ist die 17-jährige Verzögerung ab Mazamet zu erkennen. Am 20. Mai 1940 wurde der Abschnitt Mazamet–Saint-Pons, fünf Wochen später am 27. Juni 1940 auch der Abschnitt Saint-Pons–Bédarieux kriegsbedingt geschlossen, am 15. September 1940 der östliche Teil Saint-Pons–Bédarieux aber wieder für den Personenverkehr freigegeben. Der Westteil konnte wegen Schäden an der Infrastruktur erst am 1. März 1948 wieder in Betrieb gehen.
Endgültig für den Personenverkehr geschlossen wurde die Strecke östlich von Mazamet am 10. Juli 1972. Der mittlere Abschnitt Labastide-Rouairoux–Saint-Pons wurde zum 24. August 1972 auch für den Güterverkehr geschlossen. Am 19. Juni 1987 endete die Güterverkehrsbedienung auch auf dem Abschnitt Saint-Pons–Hérépian, am 1. Oktober 1987 ferner zwischen Mazamet und Labastide-Rouairoux. Auf dem kurzen Teilstück Hérépian–Bédarieux wurde noch zwei Jahre bis zum 1. Oktober 1989 Güterverkehr angeboten. Andere Quellen sprechen von einer vollständigen Schließung im Jahr 1987.
Mit Unterstützung der Anliegergemeinden wurde am 29. Februar 1992 der Personenverkehr zwischen Mons-la-Trivalle und Lamalou-les-Bains, teils auch bis Bédarieux, als touristisches Angebot wieder aufgenommen. Im Vorjahr war dazu das Unternehmen Train Touristique de Lamalou à Mons-la-Trivalle (T.T.L.M.) gegründet worden. Saisonal wurden bis 1996 Fahrten angeboten.
Die Entwidmung (Déclassement) der Infrastruktur erfolgte ebenfalls schrittweise: Les Alberts–Saint-Pons zum 16. Dezember 1991, Mazamet–Les Alberts zum 10. November 1993 und Saint-Pons–Mons-la-Trivalle zum 20. März 1995. Der Abschnitt von Mons-la-Trivalle bis zur Grenze zwischen den Gemeinden Villemagne-l’Argentière und Bédarieux bei Streckenkilometer 455,943 folgte am 7. Oktober 2010, das Stück von dort bis Streckenkilometer 457,4 am 24. Oktober 2013. In den Jahren 2006 bis 2013 wurde die Bahntrasse von Mazamet bis zu einem Punkt etwa drei Kilometer vor Bédarieux schrittweise zu einem Radweg namens Voie Verte Passa Païs umgestaltet.